# Albatros G.I
L'Albatros G.I, designazione aziendale L 4, era un bombardiere quadrimotore biplano sviluppato dalla allora azienda tedesco imperiale Albatros Flugzeugwerke GmbH negli anni dieci del XX secolo e rimasto allo stadio di prototipo.
Destinato ad equipaggiare i reparti di bombardamento della Luftstreitkräfte, la componente aerea del Deutsches Heer (l'esercito imperiale tedesco), durante la prima guerra mondiale, fu il primo modello della serie G-Typ, designazione Idflieg dei bombardieri biplani, realizzato dall'azienda, ma risultò dotato di prestazioni al di sotto delle aspettative e la sua produzione in serie non venne mai avviata.

## Storia del progetto
All'inizio del conflitto, nel 1914, l'Idflieg emise una specifica per la fornitura di una nuova categoria di velivoli da bombardamento, indicata come Typ III, caratterizzata dall'installazione di motori in grado di erogare una potenza complessiva di 200 PS (in lingua tedesca "Pferdestärke", "cavallo vapore") ed un'autonomia di volo di 6 h. In quel momento però la disponibilità di unità motrici di potenza adeguata in grado di equipaggiarli era limitata.
Per soddisfare l'esigenza nel corso del 1915 l'Albatros decise di avviare lo sviluppo di un progetto per un grande velivolo biplano quadrimotore riproponendo l'impostazione del russo imperiale Sikorsky Ilya Muromets. Il velivolo, identificato dall'azienda come L 4, era di costruzione classica per l'epoca, realizzato con struttura in legno ricoperta da tela trattata, caratterizzato dalla velatura biplana dalla grande apertura alare dove erano collocati i quattro motori, racchiusi in altrettante gondole appoggiate alla parte superiore dell'ala inferiore e montati in configurazione spingente. Il carrello d'atterraggio era un triciclo anteriore fisso realizzato in strutture tubolari dotate di ruote di grande diametro, una per l'elemento anteriore posta sotto il naso e con i due elementi posizionati sotto le ali dotati di due ruote unite da un assale rigido, integrato posteriormente da un pattino d'appoggio.
Il prototipo, equipaggiato con quattro Mercedes D.II venne portato in volo per la prima volta il 31 gennaio 1916 dal pilota collaudatore Alexander Hipleh il quale, benché avesse dichiarato che il comportamento in volo fosse soddisfacente, ritenne invece che le prestazioni generali risultassero insufficienti nell'impiego operativo. L'esperienza negativa indusse l'Albatros ad abbandonarne ogni ulteriore sviluppo ed avviare un nuovo progetto dei bimotori Albatros G.II e G.III.

## Utilizzatori
Germania
- Luftstreitkräfte (previsto)